# Edgar Zollinger
Edgar August James Zollinger (Hackney, Inglaterra, 1876 - Ciudad de Guatemala, 8 de febrero de 1898) fue un ciudadano británico de origen suizo que asesinó al presidente de Guatemala general José María Reina Barrios el 8 de febrero de 1898.

## Biografía
Edgar Zollinger llegó a Guatemala proveniente de Inglaterra, en donde había conocido a los hijos del respetado ciudadano quetzalteco Juan Aparicio en el Brighton College de Sussex. Estos lo invitaron a Guatemala ya que en ese tiempo Zollinger estaba en una delicada situación económica;  al llegar a Guatemala trabajó como administrador de la finca Chuvá, propiedad de Juan Aparicio en Costa Cuca, Quetzaltenango.
De acuerdo al análisis de La Ilustración Guatemalteca, en marzo de 1897 existía una paralización completa en los negocios de Guatemala por carencia casi absoluta de efectivo, situación muy grave que estaba empezando a afectar el comercio, la agricultura, la industria y demás fuentes de riqueza.  Las causas de este serio problema eran el excesivo desarrollo que el gobierno de Reina Barrios había dado a necesidades ficticias —o sea, el embellecimiento de la Ciudad de Guatemala, proyecto de Acatán y el gasto millonario en la Exposición Centroamericana— sin haber tomado en cuenta el verdadero estado de las cuentas nacionales y para las que necesitó de muchos recursos particulares obtenidos por medio de bonos.  Esta actitud se había trasladado a la población en general, ya que las familias habían entrado en una época de lujo y vanidad en el que se buscaban coches, caballerizas, lacayos con lujosa librea, visitas al teatro y otras cosas en las que se gastaba más de lo que las familias tenían de ingresos; esto resultaba en que se hubiera abusado del crédito y de la especulación. Se consideraba para entonces que la única solución era una austeridad completa con un plan de economías y la abstención absoluta de todo dispendio innecesario y se temía que se llegara a una bancarrota estatal.
Por otra parte se indicaba que el país solamente producía café y no tenía ningún otro fruto con qué hacer frente al sinnúmero de necesidades aumentadas por los bonos para el Ferrocarril del Norte, para Acatán y para la Exposición, entre otros; por otra parte, todo era importado y por consiguiente, el país era deudor no solo por el importe de los bienes, sino también por el cambio de moneda, los fletes y las comisiones. Las exportaciones guatemaltecas no llegaban a veinte millones de pesos y como eran muchas la fincas en manos extranjeras, no regresaba al país el valor total de las exportaciones.
En resumen, no quedaba saldo alguno que pudiera equilibrar la balanza del comercio guatemalteco en 1897 y se recomendaban medidas de austeridad y que se hiciera un préstamo a largo plazo negociado en buenas condiciones, y que no fuera como los que hasta entonces se habían hecho por los gobiernos guatemaltecos que no solamente tenían intereses excesivos, sino que no eran administrados de forma honrada.
En septiembre de 1897, luego de que la exposición fracasara —pues no se pudo concluir el Ferrocarril del Norte por la dificultad del terreno entre El Rancho de San Agustín y la Ciudad de Guatemala y la falta de fondos— se produjo una revolución contra el presidente guatemalteco Reina Barrios cuando éste solicitó a la Asamblea Nacional modificar la constitución de 1879 para extender su período presidencial;  uno de los focos de la revolución fue Quetzaltenango, por lo que el movimiento armado fue conocido como la Revolución quetzalteca de 1897. Era tal el descontento reinante, que incluso el exministro de Fomento del régimen de Reina Barrios, Próspero Morales, fue uno de los cabecillas de los alzados. Tras sofocar la rebelión, fue apresado Juan Aparicio, hijo, —filántropo quetzalteco, acusado de ser uno de los cabecillas— y condenado a enfrentar el pelotón de fusilamiento. La sociedad quetzalteca solicitó al presidente Reina Barrios que reconsiderara y éste finalmente accedió, ordenando a su ministro de Gobernación, el también quetzalteco Manuel Estrada Cabrera que enviara un telegrama suspendiendo el fusilamiento. Pero Estrada Cabrera aplazó el envío del telegrama hasta estar seguro de que Aparicio había muerto, pues aparentemente tenía rencor por la familia Aparicio desde que no logró hacerse de la compañía de luz quetzalteca.
Al enterarse del fusilamiento de su patrón, Zollinger —entonces a cargo de la finca Palmira— fue de inmediato a Quetzaltenango donde la viuda de Juan Aparicio, Dolores Rivera de Aparicio, le contó los pormenores de lo acaecido.
A partir de este momento todo son hipótesis; no se sabe a ciencia cierta qué o quién impulsó a Zollinger a cometer el magnicidio. Existen varias teorías, pero ninguna está confirmada.

## Asesinato de Reina Barrios

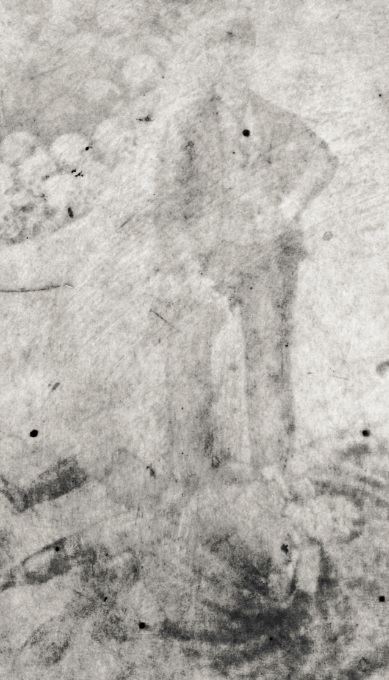
Grabado que muestra a Zollinger y a Reina Barrios el 8 de febrero de 1898.

Zollinger viajó a la Ciudad de Guatemala, donde se hospedó en el Hotel Germania con el seudónimo de «Oscar Zollinger».
El 8 de febrero de 1898, a las 7:30 de la noche, salió Reina Barrios de la residencia de la actriz Josefina Roca, a quien cortejaba, a pesar de estar casado con la norteamericana Argelia Benton, quien estaba embarazada. Iba acompañado por dos miembros de su Estado Mayor. Cuando iba caminando por la quinta avenida, de regreso al Palacio Presidencial, salió a su paso Zollinger y después de saludar al Presidente muy cordialmente en inglés, le disparó a quemarropa, matándolo en el acto.
Zollinger emprendió la huida sobre la quinta avenida sur pero fue detenido por un policía que, alertado por los silbatos de los acompañantes de Reina Barrios, no solo lo derribó de un garrotazo sino que lo liquidó a golpes.  Ya cuando estaba muerto, se le acercó el policía Emilio Ubico y le disparó a la cabeza; a Emilio Ubico a partir de entonces se le llamó irónicamente el «matamuertos».

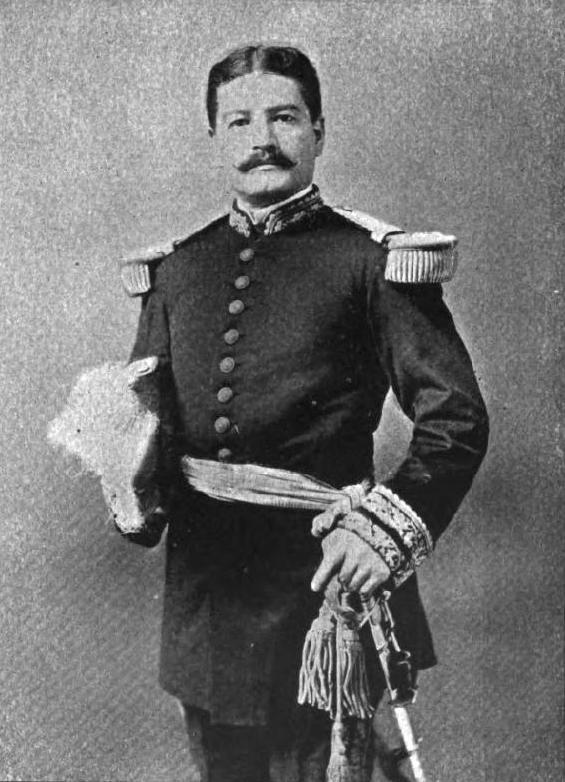
General de División José María Reina Barrios. Presidente de Guatemala de 1892 a 1898.
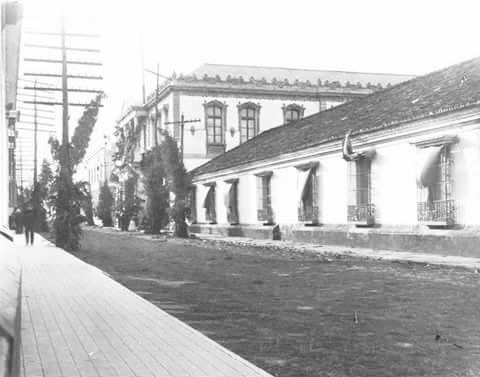
Palacio Presidencial durante el gobierno de José María Reyna Barrios.
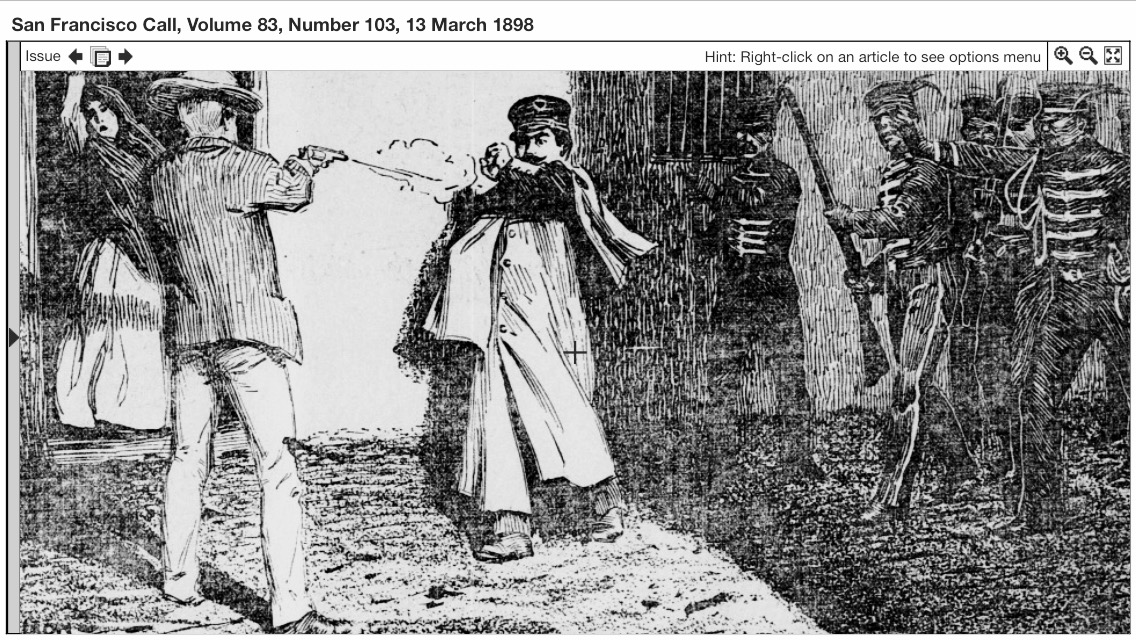
Grabado de Zollinger al momento del asesinato del general José María Reyna Barrios
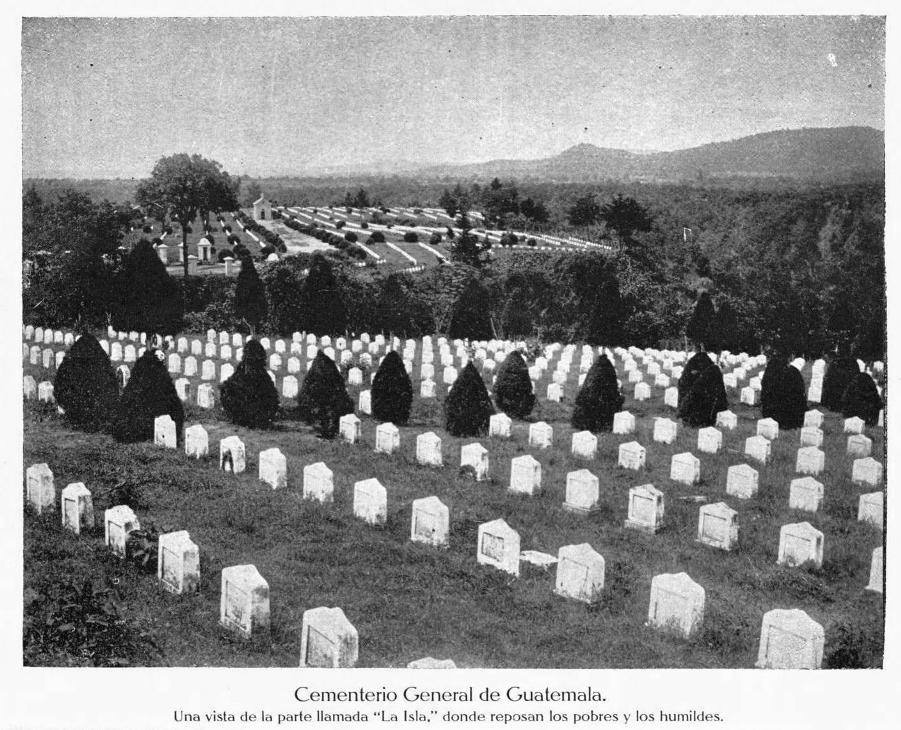
Sector conocido como «La Isla» en el Cementerio General de la Ciudad de Guatemala. Aquí fue enterrado Zollinger.

Tras el asesinato del presidente, el periodista Flavio Guillén, redactor de los primeros tres números de La Ley -periódico independiente que apoyaba a José León Castillo en las elecciones presidenciales que convocó el presidente interino Estrada Cabrera- describió así a Zollinger, a quien llama Oscar Solinger porque al momento en que escribió el artículo todavía no estaba clara la identidad del asesino: «Oscar Solinger: misterioso, impasible, sombrío, en la mano el revólver homicida, el triunfo en todo el ademán, se abre paso a nuestra historia por la desusada puerta del crimen heroico. En tres minutos desenlaza el intrincado drama político con un golpe de tragedia.  Parece que era inglés. ¿Por qué mató? ¿Es cierto que ante el criminal fusilamiento de Juan Aparicio juró vengar la iniquidad cometida en su generoso patrón...? Francamente que increíble es ese caso de adhesión tan raro. ¿No es más cierto que hombres resentidos o ambiciosos, cobardes o acobardados, descubriendo en Oscar al hombre, compraron su discresión y valentía...?  De prócer estatura, altanero el continente, agraciado el rostro, no impresiona mal. Un detalle más: era zurdo.  No pertenecía a los locos perseguidores. Disparando con la izquierda partió la lengua mentirosa, con bala que fué punto final de la política más loca que presidente de república haya ideado en Guatemala».

## Sepelio

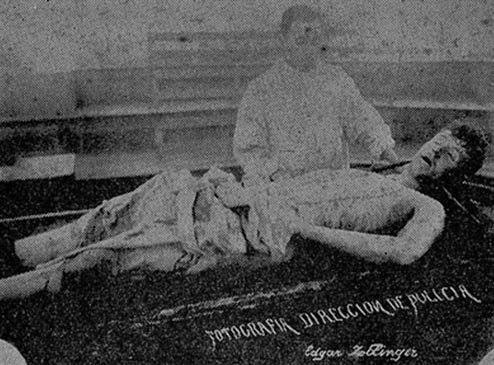
Cadáver de Zollinger en el anfiteatro del Hospital General San Juan de Dios de la Ciudad de Guatemala en febrero de 1898.

Zollinger fue enterrado en «La Isla» del Cementerio General de la Ciudad de Guatemala, y la fotografía de su cadáver expuesto en el anfiteatro del Hospital General San Juan de Dios circuló durante varios días.